# Ettore Bastianini
Ettore Bastianini (24 de setembro de 1922 -25 de janeiro de 1967) foi um barítono italiano, particularmente associado as óperas de Giuseppe Verdi. Teve uma carreira internacional de sucesso durante os anos 1945 e 1965, morrendo tragicamente de cancro em 1967. Começa a sua carreira profissional como baixo, trabalhando em casas de óperas em Itália e em tournée pelo Egipto e Venezuela, durante a década de 1940. Em 1952 inicia a sua carreira como barítono, sendo aclamado e reconhecido rapidamente aparecendo, consequentemente, nas maiores e melhores casas de ópera europeias e americanas. Apresentou-se frequentemente no La Scala de Milão entre 1954 até 1963 e na Ópera Estatal de Viena entre 1958 até 1964. Foi também membro do Metropolitan Opera de Nova Iorque entre 1954 até 1957 e novamente em 1965, último ano de sua carreira.

## Biografia
Ettore Bastanini nasceu em Siena. Apresentou-se pela primeira vez em 1937 aos quinze anos de idade, quando Getano Vanni, que descobriu a beleza natural da voz de Bastianini, o encorajou a trabalhar no coro da Catedral de sua cidade. Entre 1937 até 1938 ele cantou como baixo em missas e funções religiosas da Catedral. Em 1939 começou a estudar e treinar a sua voz (ainda como baixo) com seus primeiros professores de canto: Fathima e Anselmo Ammanati. Estreou-se profissionalmente 1940 e 1941 em Asciano e Siena. Em 1942 ganha o primeiro prémio na Sexta Competição Nacional de Cantores no Teatro Municipal de Florença. 
Após servir na Força Aérea Italiana entre 1943 e 1944, Bastianini começou sua carreira profissional. No dia 8 de Janeiro de 1945 ele fez sua estreia como solista em um concerto no Teatro Rexem Siena, cantando as árias de baixo: Vecchia zimarra de La Bohème (Puccini) e La calunnia de Il Barbiere di Siviglia (Rossini). Em novembro do mesmo ano ele fez sua estreia operística como Colline em La Bohème no Teatro Alighieri em Ravena. Seu único filho, Jago, nasceu em 1945. Em 1946 Bastianini finalmente conseguiu estudar com a bolsa que ele ganhou quatro anos antes, na competição em Florença e começando a apresentar-se no Teatro Municipal de Florença. No mesmo ano ele apareceu em inúmeras óperas em pequenas casas de óperas italianas  no Teatro Verdi em Florença. No teatro ele cantou, entre tantos outros, os papéis de Don Basilio em Il Barbiere di Siviglia (Rossini), Sparafucile em Rigoletto (Verdi), Zio Bonzo em Madama Butterfly (Puccini).
Em 1947 Bastanini embarcou em uma longa turnê pelo Egito, apresentando-se em Cario, Alexandria e Giza. Nessa turnê ele cantou ao lado de Maria Caniglia e Gino Bechi e reprisou os papéis de Don Basilio e Sparafucile. ELe também cantou o papel de Raimondo em Lucia di Lammermoor]] (Donizetti). No ano seguinte, 1948, ele cantou papéis de baixo em casas de óperas italianas, incluindo Teatro Regio de Parma e Teatro Municipal de Bolonha. No dia 24 de Abril de 1948, Bastianini fez sua estreia no La Scala como Teiresias em Oedipus Rex de Stravinsky. Em 1949 ele turnê pelo Egito novamente e também pela Venezuela, cantando produções de Aida, La Bohème, Lucia di Lammermoor e Rigoletto.
Dia 17 de Janeiro de 1952 ele fez sua estreia como barítono em Siena, em Germont em La Traviata de Verdi. Essa primeira aparição como barítono não foi muito aclamada, então ele deixou os palcos para intensivos exercícios vocais. Semanas depois ele voltou aos palcos, desta vez como Rigoletto em Siena. Esta performance foi seguida de uma apresentação muito sucedida como Amonasro em Pescara e um retorno triunfal no papel de Germont em Bolonha, ao lado de Virginia Zeani. Ele também fez performances aclamadas no Maggio Musicale Fiorentino, incluindo Count Tomsky (Primavera de 1952) e Príncipe Yeletsky (Primavera de 1954) em The Queen of Spades; Principe Andrei em Guerra e Paz de Prokofiev (Primavera de 1953) e no papel título de Mazeppa de Tchaikovsky (1954).
Em 1953 Bastianini apresentou-se ao lado de Maria Callas na ópera Lucia di Lammermoor no Teatro Municipal de Florença. No mesmo ano ele cantou o papel de Carlo Gérard em Andrea Chérnier de Umbero Giordano no Teatro Regio de Torino. Fez a sua estreéia no Metropolitan Opera como Germont dia 5 de Dezembro de 1953 ao laco de Licia Albanese e Richard Tucker. No ano seguinte ele cantou com Lily Pons e Jan Peerce no Met. Em 10 de maio de 1954 fez a sua estreia como barítono no La Scala, no papel título de Eugene Onegin (de Tchaikovsky) com Renanta Tebaldi. No outono de 1954, Bastianini associou-se ao Metropolitan Opera, onde ele cantou regularmente até Maio de 1957. No Met ele participou de produções de óperas como Aida, Il Trovatore, Don Carlo, Carmen, La Bohème, Rigoletto, entre outras. Ele retornou para o Met em outros dois anos, em 1960 onde cantu Don Carlo e La Forza del Destino e em 1965, onde permaneceu cantando até à sua morte. Sua octagésima e última performance no Met foi como Rodrigo no dia 11 de dezembro de 1965, e foi também a última performence de sua carreira.
Enquanto fazia performances no Met, durante meados da década de 1950, Bastanini continuou apresentando-se ocasionalmente na Europa e em outras casas de óperas dos Estados Unidos. No dia 28 de Maio de 1955 ele apareceu com Maria Callas e Giuseppe di Stefano na legendária produção de La Traviata, conduzida por Carlo Maria Giulini no La Scala de Milão. No verão seguinte fez muitas gravações com a Decca. Em 31 de Outubro de 1955 fez sua estreia na Ópera Lírica de Chicago como Riccardo em I Puritani (Vincenzo Bellini) ao lado de Callas e Giuseppe Di Stefano. Ele tornou-se cantora regular da Ópera Lírica de Chicago entre 1955 e 1958. Em 1956 ele retornou para o La Scala cantando Riccardo em Un Ballo in Maschera e cantou Figaro em Il Barbiere di Siviglia na Arena de Verona.
Em 1958 Bastanini cantou pela primeira vez Scarpia no Teatro de São Carlos. Esta apresentação foi seguida de novos papéis no seu repertório no La Scala no verão: Belcore em L'Elisir D'Amore, Ernesto em Il Pirata (Com Callas e Franco Corelli) e no papel título Nabucco. No julho do mesmo ano ele fez sua estreia no Festival de Salzburgo sob a regência do célebre maestro Herbert von Karajan. Em setembro de 1958 ele cantou pela primeira vez na Ópera Estatal de Viena como Scarpia, ao lado de Renata Tebaldi. Ele ficou apaixonado pela casa de ópera e apresentou-se lá regularmente até o fim de sua carreira. No outono de 1959 ele fez sua estreia na Ópera de Dallas, cansando Enrico e Figaro ao lado de Callas. Em dezembro ele cantou na ópera Adriana Lecouvreur de Francesco Cilea no Teatro de São Carlos. Ele retornou para a casa em 1960 cantando Don Carlo e Ernani, o papel que ele também executou no Festival de Salzburgo no mesmo ano. Também em 1960, Bastanini cantou o papel de Severo da ópera Poliuto (Donizetti) no La Scala com Maria Callas.
Em Fevereiro de 1961, Bastanini fez sua estreia na Ópera Lírica de Chicago como Rigoletto. No mesmo mês ele apareceu em duas produções no La Scala: Lucia di Lammermoor com Joan Sutherland e I Puritani com Renata Scotto. Em dezembro de 1961 ele retornou para o La Scala cantando a primeira e única performance de Rolando na rara ópera La Battaglia di Legnano de verdi. Em 1962 ele fez sua primeira e única aparição no Royal Opera House, Covent Garden como Riccardo, retornou para a Ópera Lírica de Chicago para cantar o papel título de Rigoletto, e cantou Count di Luna no La Scala e no Festival de Salzburgo e em outras tantas performances com a Ópera Estatal de Viena. Sua mãe morreu em Abril do mesmo ano por causa de câncer, em Siena.
Em novembro de 1962 Bastanini foi diagnosticado com um tumor em sua garganta, apenas poucos meses depois de sua mãe falecer por causa de um câncer. Ele não contou para ninguém, exceto para sua família e amigos mais íntimos, porque tinha medo que essa doença pudesse ter efeitos negativos em sua carreira. Os quatro primeiros meses de 1963 passou em tratamento em uma clínica na Suíça. Voltou a cantar em abril de 1963 com performances na Ópera Estatal de Viena. Os críticos mudaram uma mudança em sua voz. Graças ao declínio em sua saúde, Bastanini entrou em depressão não não tinha certeza de se queria continuar com sua carreira. No outono de 1963 ele fez sua estreia em Tóquio em uma produção de Il Trovatore e em dezembro fez sua última aparição no La Scala, como Rodrigo em Don Carlo.
A saúde de Bastanini continuava a piorar nos últimos dois anos de sua carreira. Suas performances nesse período foram consideradas inconssistentes e medíocres, diferente dos anos de auge, onde era aclamado pela sua excelência vocal e interpretativa. Ele continuou a se apresentar regularmente em Viena em 1964 onde ele continuou a conseguir novos fãs em seu último novo papel: Mefistofele em La Damnation de Faust no Teatro de São Carlos em Nápoles.  Em 1965, seu último ano nos palcos, ele retornou para a Companhia de Ópera Lírica de Chicago para cantar Amonaro, no Teatro Municipal de Florença para cantar Scarpia, e para a Casa de Ópera de Cairo para cantar Iago. Ele ficou a maior parte do seu último ano no Metropolitan Opera. Sua última aparição foi em Don Carlo no Met, dia 11 de Dezembro de 1965. Ele morreu de câncer em Janeiro de 1967 e foi enterrado em Siena. 